# Qualunquismo
Le terme italien qualunquismo désigne une attitude inspirée des actions de la mouvance de l'Uomo qualunque (l'homme quelconque) refusant ou tout au moins ignorant intentionnellement l'aspect politique du vivre ensemble. Il apparaît en Italie dans l'immédiate après-guerre.

## Historique
En Italie, le qualunquismo est associé au mouvement politique Fronte dell'Uomo Qualunque né avec la revue homonyme publiée à partir du 27 décembre 1944 par Guglielmo Giannini.
Soixante-dix ans plus tard, le Mouvement 5 étoiles de Beppe Grillo est parfois comparé au Fronte dell'uomo qualunque,. L'analogie est contestée tant par les analystes du parti de Guglielmo Giannini que par les grillini.

## Caractéristiques
Le qualunquismo se caractérise par une défiance envers les institutions, les partis politiques, les « UPP » (Uomini politici professionisti), la politique en général, considérée comme lointaine, ou comme un obstacle à l'autonomie des choix individuels. Cette attitude est en général considérée négativement par les personnes politiquement engagées qui soulignent les risques liés au refus de la participation à un système démocratique. L'attribut qualunquista est souvent utilisé dans un sens péjoratif dans le débat politique.

## Filmographie
- Giulio Manfredonia, Qualunquemente (it) (2011), avec Antonio Albanese dans le rôle de Cetto La Qualunqua.